# Елиптички интеграли
Елиптички интеграли појавили су се у вези с решавањем дужине лука елипсе, а прво су их открили Леонард Ојлер и Ђулио Фањано. 
У савременом приступу дефинишу се као функција f, која може да се представи у облику:
{\displaystyle f(x)=\int _{c}^{x}R\left(t,{\sqrt {P(t)}}\right)\,dt}
где је R рационална функција два аргумента, P је полином трећег или четвртога степена без понављања корења, а c је константа.
Касније су откривене елиптичке функције као инверзне функције елиптичких интеграла.

## Ознаке аргумената
Елиптички интеграли имају два аргумента, који могу да се изразе на неколико различитих начина, тако да постоји више конвенција. 
Први аргумент може да се представи на више начина као:
- {\displaystyle \alpha } модуларни угао
- {\displaystyle k=sin\alpha } елиптички модул или ексцентрицитет
- {\displaystyle m=k^{2}=sin^{2}\alpha } параметар.

Свака од три величине може да се прикаже помоћу било које друге од три величине.
Други аргумент може да се представи као:
- {\displaystyle \varphi } амплитуда
- x или u, где је {\displaystyle x=sin\varphi ={\textrm {sn}}\;u},

а {\displaystyle {\textrm {sn}}} је једна од Јакобијевих елиптичких функција.
При томе вреди:
{\displaystyle \cos \varphi ={\textrm {cn}}\;u,}
{\displaystyle {\sqrt {1-m\sin ^{2}\varphi }}={\textrm {dn}}\;u.}

## Непотпуни елиптички интеграли прве врсте
Непотпуни елиптички интеграли прве врсте F дефинисан је као:
{\displaystyle F(\varphi ,k)=F(\varphi \,|\,k^{2})=F(\sin \varphi ;k)=\int _{0}^{\varphi }{\frac {d\theta }{\sqrt {1-k^{2}\sin ^{2}\theta }}}.}
То је тригонометријски облик интеграла. Замењујући {\displaystyle t=\sin \theta ,x=\sin \varphi } добија се Јакобијев облик:
{\displaystyle F(x;k)=\int _{0}^{x}{\frac {dt}{\sqrt {(1-t^{2})(1-k^{2}t^{2})}}}.}
Помоћу амплитуднога или модуларнога угла добија се:
{\displaystyle F(\varphi \setminus \alpha )=F(\varphi ,\sin \alpha )=\int _{0}^{\varphi }{\frac {d\theta }{\sqrt {1-(\sin \theta \sin \alpha )^{2}}}}.}
У тој нотацији вреди:
{\displaystyle F(\varphi ,\sin \alpha )=F(\varphi \,|\,\sin ^{2}\alpha )=F(\varphi \setminus \alpha )=F(\sin \varphi ;\sin \alpha ).}
Са {\displaystyle x={\textrm {sn}}(u;k)} добија се:
{\displaystyle F(x;k)=u;}

## Непотпуни елиптички интеграли друге врсте
Непотпуни елиптички интеграли друге врсте E су облика:
{\displaystyle E(\varphi ,k)=E(\varphi \,|\,k^{2})=E(\sin \varphi ;k)=\int _{0}^{\varphi }{\sqrt {1-k^{2}\sin ^{2}\theta }}\,d\theta .}
Замењујући {\displaystyle t=\sin \theta \;{\text{,}}\;x=\sin \varphi }, добија се Јакобијев облик:
{\displaystyle E(x;k)=\int _{0}^{x}{\frac {\sqrt {1-k^{2}t^{2}}}{\sqrt {1-t^{2}}}}\,dt.}
На сличан начин помоћу амплитуде и модуларнога угла вреди:
{\displaystyle E(\varphi \setminus \alpha )=E(\varphi ,\sin \alpha )=\int _{0}^{\varphi }{\sqrt {1-(\sin \theta \sin \alpha )^{2}}}\,d\theta .}
Односи са Јакобијевим елиптичким функцијама су:
{\displaystyle E(\mathrm {sn} (u;k);k)=\int _{0}^{u}\mathrm {dn} ^{2}(w;k)\,dw=u-k^{2}\int _{0}^{u}\mathrm {sn} ^{2}(w;k)\,dw=(1-k^{2})u+k^{2}\int _{0}^{u}\mathrm {cn} ^{2}(w;k)\,dw.}

## Непотпуни елиптички интеграли треће врсте
Непотпуни елиптички интеграли треће врсте Π је:
{\displaystyle \Pi (n;\varphi \setminus \alpha )=\int _{0}^{\varphi }{\frac {1}{1-n\sin ^{2}\theta }}{\frac {d\theta }{\sqrt {1-(\sin \theta \sin \alpha )^{2}}}}},
или
{\displaystyle \Pi (n;\varphi \,|\,m)=\int _{0}^{\sin \varphi }{\frac {1}{1-nt^{2}}}{\frac {dt}{\sqrt {(1-mt^{2})(1-t^{2})}}}.}
Број n назива се карактеристика и може да узме било коју вредност. 
Треба приметити да је вредност {\displaystyle \Pi (1;{\tfrac {\pi }{2}}\,|\,m)\,\!} бесконачна за било који m.
Односи са Јакобијевим елиптичким функцијама су:
{\displaystyle \Pi (n;\,\mathrm {sn} (u;k);\,k)=\int _{0}^{u}{\frac {dw}{1-n\,\mathrm {sn} ^{2}(w;k)}}.}

## Потпуни елиптички интеграли прве врсте
Елиптички интеграли су потпуни ако је φ=π/2 и онда је x=1.
Потпуни елиптички интеграли прве врсте {\displaystyle K(k)} могу онда да се дефинишу као:
{\displaystyle K(k)=\int _{0}^{\pi /2}{\frac {d\theta }{\sqrt {1-k^{2}\sin ^{2}\theta }}}=\int _{0}^{1}{\frac {dt}{\sqrt {(1-t^{2})(1-k^{2}t^{2})}}},}
или помоћу непотпунога интеграла прве врсте:
{\displaystyle K(k)=F({\tfrac {\pi }{2}},k)=F(1;k).}
Могу да се прикажу и преко реда:
{\displaystyle K(k)={\frac {\pi }{2}}\sum _{n=0}^{\infty }\left[{\frac {(2n)!}{2^{2n}(n!)^{2}}}\right]^{2}k^{2n}={\frac {\pi }{2}}\sum _{n=0}^{\infty }[P_{2n}(0)]^{2}k^{2n},}
где {\displaystyle P_{n}} представља Лежандров полином, који је:
{\displaystyle K(k)={\frac {\pi }{2}}\left\{1+\left({\frac {1}{2}}\right)^{2}k^{2}+\left({\frac {1\cdot 3}{2\cdot 4}}\right)^{2}k^{4}+\cdots +\left[{\frac {\left(2n-1\right)!!}{\left(2n\right)!!}}\right]^{2}k^{2n}+\cdots \right\},}
{\displaystyle K(k)} задовољава следеће једначине:
{\displaystyle {\frac {\mathrm {d} K(k)}{\mathrm {d} k}}={\frac {E(k)}{k(1-k^{2})}}-{\frac {K(k)}{k}}}
{\displaystyle {\frac {\mathrm {d} }{\mathrm {d} k}}\left[k(1-k^{2}){\frac {\mathrm {d} K(k)}{\mathrm {d} k}}\right]=kK(k)}

## Потпуни елиптички интеграли друге врсте
Потпуни елиптички интеграли друге врсте {\displaystyle E(k)} одговара обиму елипсе и дефинише се као:
{\displaystyle E(k)=\int _{0}^{\pi /2}{\sqrt {1-k^{2}\sin ^{2}\theta }}\ d\theta =\int _{0}^{1}{\frac {\sqrt {1-k^{2}t^{2}}}{\sqrt {1-t^{2}}}}dt,}
или преко непотпунога интеграла друге врсте:
{\displaystyle E(k)=E({\tfrac {\pi }{2}},k)=E(1;k).}
Могу да се прикажу и преко реда:
{\displaystyle E(k)={\frac {\pi }{2}}\sum _{n=0}^{\infty }\left[{\frac {(2n)!}{2^{2n}(n!)^{2}}}\right]^{2}{\frac {k^{2n}}{1-2n}},}
што је еквивалентно:
{\displaystyle E(k)={\frac {\pi }{2}}\left\{1-\left({\frac {1}{2}}\right)^{2}{\frac {k^{2}}{1}}-\left({\frac {1\cdot 3}{2\cdot 4}}\right)^{2}{\frac {k^{4}}{3}}-\cdots -\left[{\frac {\left(2n-1\right)!!}{\left(2n\right)!!}}\right]^{2}{\frac {k^{2n}}{2n-1}}-\cdots \right\}.}
За њега важе и једначине:
{\displaystyle {\frac {\mathrm {d} E(k)}{\mathrm {d} k}}={\frac {E(k)-K(k)}{k}}}
{\displaystyle (k^{2}-1){\frac {\mathrm {d} }{\mathrm {d} k}}\left[k\;{\frac {\mathrm {d} E(k)}{\mathrm {d} k}}\right]=kE(k)}

## Потпуни елиптички интеграли треће врсте
Потпуни елиптички интеграли треће врсте {\displaystyle \Pi (n,k)} дефинише се као:
{\displaystyle \Pi (n,k)=\int _{0}^{\pi /2}{\frac {d\theta }{(1-n\sin ^{2}\theta ){\sqrt {1-k^{2}\sin ^{2}\theta }}}}.}
За њега важи:
{\displaystyle {\frac {\partial \Pi (n,k)}{\partial n}}={\frac {1}{2(k^{2}-n)(n-1)}}\left(E(k)+{\frac {1}{n}}(k^{2}-n)K(k)+{\frac {1}{n}}(n^{2}-k^{2})\Pi (n,k)\right)}
{\displaystyle {\frac {\partial \Pi (n,k)}{\partial k}}={\frac {k}{n-k^{2}}}\left({\frac {E(k)}{k^{2}-1}}+\Pi (n,k)\right)}